# Église Notre-Dame du Cap Lihou
L'église Notre-Dame du Cap Lihou (XVe–XVIIe – XVIIIe siècles) est un édifice catholique qui se dresse sur le territoire de la commune française de Granville, dans le département de la Manche, en région Normandie.
L'église est classée aux monuments historiques.

## Localisation
L'église Notre-Dame du Cap Lihou est située dans la haute ville de Granville, avec vue sur le port et la mer, dans le département français de la Manche.

## Historique
Une première chapelle est bâtie en granit au XIIe siècle sur le cap Lihou, après que, selon la légende, des marins eurent trouvé en 1113 une statue de la vierge dans leurs filets.
Après la prise de possession du cap Lihou par les Anglais, ceux-ci entament en 1440, en même temps qu'ils élèvent l'enceinte de la Haute Ville, une église, dédiée à Notre Dame, dont le granit est amené de Chausey en gabares. De cette époque, datent la tour du clocher et les travées situées entre le transept et chœur.
La construction du chœur débute en 1628 et s'achève en 1641, l'année d'édification du déambulatoire. La grande nef est érigée entre 1643 et 1655, et ses voûtes en croisées d'ogives en 1649. Les chapelles Saint-Clément et Notre-Dame du Cap-Lihou sont ajoutées respectivement en 1674 et 1676. Près d'un siècle plus tard sont élevées la façade occidentale, en 1767 et la sacristie, en 1771.
C'est dans cette église qu'en août 1908 fut baptisé Christian Dior, et c'est sous l'impulsion de Lucien Dior, alors maire de Granville, que l'église sera classée en 1930.

## Description
L'église orienté adopte un plan cruciforme et collatéraux à chevet polygonal. Le chœur et la tour centrale de style gothique flamboyant sont l'œuvre de sir Thomas Scales, en 1430-1440. La nef est du XVIIe siècle et le transept du XVIIIe siècle
Le clocher quadrangulaire, qui s'éclaire par une baie sur chacune de ses quatre faces, couronnée d'une balustrade en 1593, est surmonté d'une flèche octogonale, refaite en 1700, bâtie en retrait, dont les arêtes sont adoucies d'un tore orné de crochets.
Plusieurs pierres tombales de grandes familles granvillaises ornent son sol.

## Protection aux monuments historiques
L'église est classée au titre des monuments historiques par arrêté du 12 décembre 1930.

## Mobilier
L'Assomption de la Vierge (1712) inspirée de Rubens, et La Pêche miraculeuse de Bonneville (1787) ont été classées au titre objet au monuments historiques en 1908.
La chapelle Notre-Dame abrite une statue de la Vierge du XVe siècle en pierre de Caen. La chapelle Saint-Clément, éclairée par des vitraux représentant saint Éloi, dus à R. Guibourge, abrite une statue de ce patron des marins et de la paroisse. L'église abrite également des fonts baptismaux du XVIIe siècle.

### L'orgue

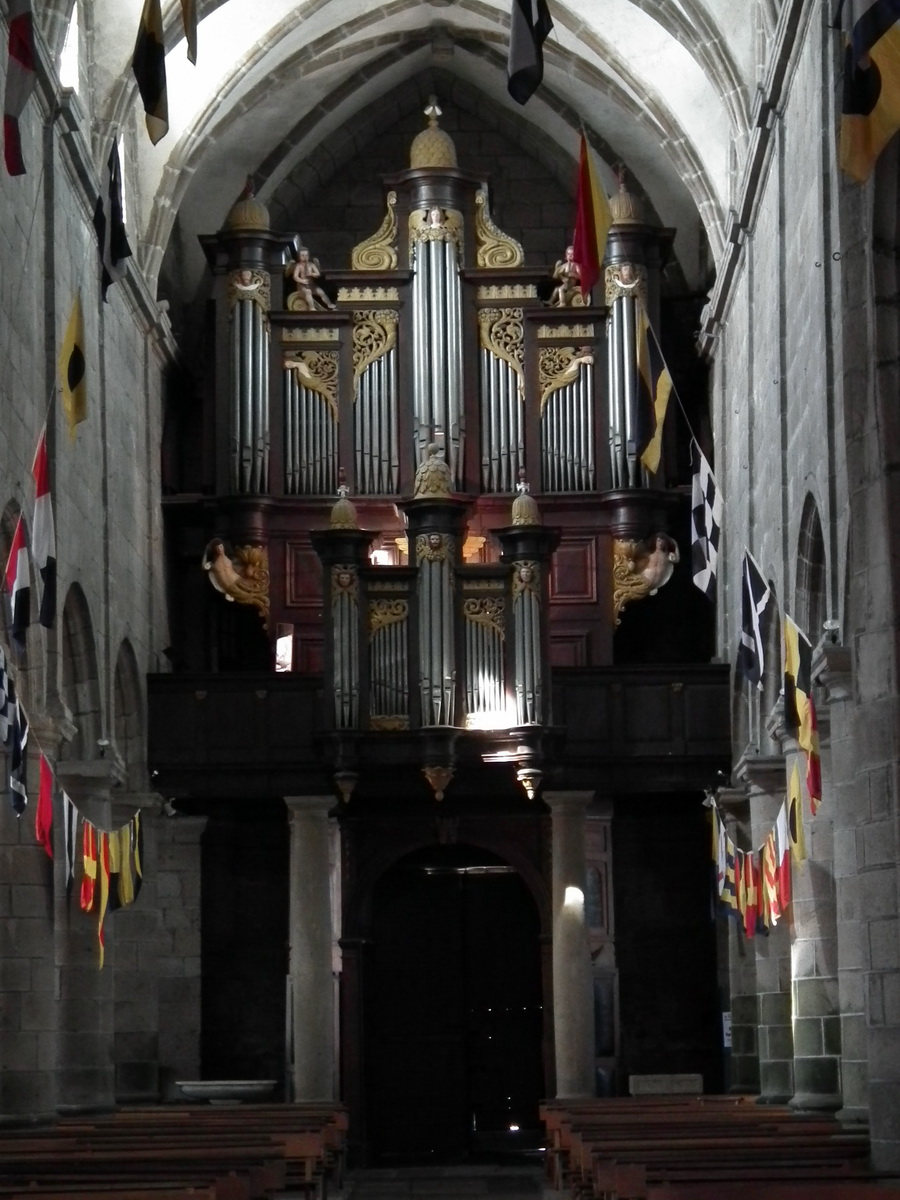
Les grandes orgues de la nef.

Les grandes orgues qui datent des années 1660-1662 ont été protégées en deux fois : le buffet d'orgue et la balustrade de tribune ont été classés au titre objet aux monuments historiques le 21 janvier 1981 ; la partie instrumentale de l'orgue a quant à elle été classée le 20 juin 1989.
Cet orgue possède environ 2 500 tuyaux et 34 jeux. Il comprend trois claviers de 54 notes et un pédalier de 30 notes. La titulaire est Catherine Lenglin. Le magnifique buffet et sa tribune ont été construits entre 1660 et 1668 par le facteur d'orgue de Cherbourg Robert Ingoult. La console date de 1899, construite par la maison Debierre de Nantes.

### Composition de l'orgue
| I. Grand Orgue | II. Positif | III. Récit espressif | IV. Pédale                                      |
| --- | --- | --- | ----------------------------------------------- |
| Bourdon 16' Montre 8' Bourdon 8' Salicional 8' Flûte harmonique 8' Flûte douce 8' Prestant 4' Doublette 2' Nazard 2' 2/3 Cornet Vrgs Plein-Jeu IVrgs Basson 16' Trompette 8' Clairon 4' | Bourdon 8' Flûte 8' Flûte 4' Doublette 2' Nazard 2' 2/3 Tierce 1' 3/5 Plein-Jeu IIIrgs Cromorne 8' Emprunt au GO Trompette 8' Clairon 4' | Flûte traversière 8' Cor de nuit 8' Gambe 8' Voix céleste 8' Flûte octaviante 4' Octavin 2' Voix humaine 8' Trompette 8' Basson-Hautbois 8' | Soubasse 16' Basse 8' Bombarde 16' Trompette 8' |

Transmission mécanique des claviers et des jeux.
Accouplements : II/I - III/I.
Tirasses : I/P - III/P - III/P
Appels des anches : I - II - III